# Fermín Pando
Fermín Pando fue un político peruano.
En representación de la provincia de Parinacochas, fue uno de los sesenta y cinco diputados electos en 1825 por la Corte Suprema y convocados para aprobar la Constitución Vitalicia del dictador Simón Bolívar. Sin embargo, a pesar de que dicho congreso estuvo convocado, el mismo decidió no asumir ningún tipo de atribuciones y no llegó a entrar en funciones.
Al año siguiente fue elegido miembro del Congreso General Constituyente de 1827 por el departamento de Ayacucho. Dicho congreso constituyente fue el que elaboró la segunda constitución política del país.